# Bethlenkeresztúr
Bethlenkeresztúr (némely forrásokban Sajókeresztúr, vagy Magyarkeresztúr, románul Cristur-Șieu, németül Oberkreuz, az erdélyi szász nyelven Eberscht-Kreiz) település Romániában, Beszterce-Naszód megyében.

## Fekvése
Besztercétől 23 km-re nyugatra, Bethlentől 16 km-re délkeletre, Sajókiskeresztúr, Sajószentandrás, Sajósárvár és Pogyerej közt, a Sajó jobb partján fekvő település.

## Története
1332-ben említi először a pápai tizedjegyzék, de Sancta Cruce néven.
A falu lakossága a reformáció idején áttért az unitárius, majd a református vallásra. A falut 1603-ban Giorgio Basta katonái elpusztították, a kőtemplomot is lerombolták. A megcsappant magyar lakosság mellé ezt követően románok települtek, de a magyar lakosság sem pusztult ki teljesen, mert a magyar lakosok adakozásából a templomot újjáépítették. 1754-ben azonban ismét romlásnak indult és ezúttal nem volt aki újjáépítse. 1837-ben Hodor Károly már ezt írta róla: „Itt csak volt református templom, melynek puszta falai közt a fül ma csak csendességet hall a madarak napestig való csevegésén kívül.” A 18. század közepére a magyar lakosság négy családra apadt, ennek ellenére 1848-ban egy kis református templomot építettek a maguk számára.
A trianoni békeszerződésig Szolnok-Doboka vármegye Bethleni járásához tartozott.

## Lakossága
1910-ben 744 lakosából 683 román, 58 magyar és 3 német volt.
2002-ben 486 fő lakta a települést, ebből 469 román, 11 magyar és 6 cigány.